# The Art of McCartney
The Art of McCartney è un album compilation tributo alla musica di Paul McCartney, pubblicato il 18 novembre 2014. Il disco contiene reinterpretazioni di brani musicali del McCartney solista e con Beatles e Wings eseguiti da svariati artisti tra i quali Barry Gibb, Brian Wilson, Billy Joel, Bob Dylan, Willie Nelson, Alice Cooper, Smokey Robinson, Roger Daltrey, Kiss, ecc. Secondo quanto riferito dal produttore Ralph Sall, il progetto era in lavorazione da più di 11 anni.

## Il disco
Originariamente Sall ideò il progetto nel 2003 mentre lavorava con McCartney alla canzone A Love for You, ripescata dai brani scartati dalle sessioni del 1971 per l'album Ram, per la colonna sonora del film La famiglia Pellet. Sall ottenne l'approvazione da parte di McCartney a iniziare a lavorare al progetto e cominciò quindi a registrare alcune canzoni insieme ai musicisti della backing band di Paul, i chitarristi Rusty Anderson e Brian Ray, il tastierista Paul "Wix" Wickens e il batterista Abe Laboriel Jr. Fu allora che Sall si mise in cerca di artisti di fama ai quali chiedere di reinterpretare pezzi del repertorio dell'ex Beatle; il primo ad aderire fu Brian Wilson, membro fondatore dei Beach Boys, che contribuì con la sua cover di Wanderlust.

### Pubblicazione
L'album venne annunciato il 9 settembre dalla diffusione sul sito Rollingstone.com della cover di Hello Goodbye ad opera dei The Cure con la partecipazione di James McCartney, il figlio di Paul.
La compilation è stata resa disponibile in molteplici formati, dalla versione standard a due dischi con 34 tracce alla versione deluxe da 42 tracce + DVD bonus del "making of".

## Tracce
- Tra parentesi l'esecutore della cover

CD 1
1. Maybe I'm Amazed (Billy Joel)
2. Things We Said Today (Bob Dylan)
3. Band on the Run (Heart)
4. Junior's Farm (Steve Miller)
5. The Long and Winding Road (Yusuf alias Cat Stevens)
6. My Love (Harry Connick Jr.)
7. Wanderlust (Brian Wilson)
8. Bluebird (Corinne Bailey Rae)
9. Yesterday (Willie Nelson)
10. Junk (Jeff Lynne)
11. When I'm Sixty-Four (Barry Gibb)
12. Every Night (Jamie Cullum)
13. Venus and Mars/Rock Show (Kiss)
14. Let Me Roll It (Paul Rodgers)
15. Helter Skelter (Roger Daltrey)
16. Helen Wheels (Def Leppard)
17. Hello Goodbye (The Cure featuring James McCartney)

CD 2
1. Live and Let Die (Billy Joel)
2. Let It Be (Chrissie Hynde)
3. Jet (Robin Zander & Rick Nielsen)
4. Hi, Hi, Hi (Joe Elliott)
5. Letting Go (Heart)
6. Hey Jude (Steve Miller)
7. Listen to What the Man Said (Owl City)
8. Got to Get You into My Life (Perry Farrell)
9. Drive My Car (Dion)
10. Lady Madonna (Allen Toussaint)
11. Let 'Em In (Dr. John)
12. So Bad (Smokey Robinson)
13. No More Lonely Nights (The Airborne Toxic Event)
14. Eleanor Rigby (Alice Cooper)
15. Come and Get It (Toots Hibbert con Sly & Robbie)
16. On the Way (B.B. King)
17. Birthday (Sammy Hagar)

Tracce bonus edizione deluxe
1. C Moon (Amazon exclusive) (Robert Smith)
2. Can't Buy Me Love (Booker T. Jones)
3. P.S. I Love You (Ronnie Spector)
4. All My Loving (Target exclusive) (Darlene Love)
5. For No One (Best Buy exclusive) (Ian McCulloch)
6. Put It There (Amazon exclusive) (Peter, Bjorn and John)
7. Run Devil Run (Target exclusive) (Wanda Jackson)
8. Smile Away (Best Buy exclusive) (Alice Cooper)